# سیارک ۹۴۲۲۸
سیارک ۹۴۲۲۸ (به انگلیسی: 94228 Leesuikwan، نامگذاری:2001BU61) نود و چهار هزار و دویست و بیست و هشتمین سیارک کشف شده‌است که در ۳۱ ژانویه ۲۰۰۱ کشف شد.